# Stretto di Nemuro
Lo stretto di Nemuro o stretto Kunaširskij (in giapponese: 根室海峡, Nemuro-kaikyō; in russo Кунаширский пролив Kunashirskiy proliv  ) è un braccio di mare nell'oceano Pacifico settentrionale che separa l'isola di Kunašir dalla penisola di Shiretoko dell'isola di Hokkaidō. Lo stretto collega il mare di Ochotsk, a nord, allo stretto Izmeny (пролив Измены), a sud. Si trova ai confini sud-orientali dell'oblast' di Sachalin, in Russia, e nella sottoprefettura di Nemuro del Giappone. Lungo lo stretto corre il confine tra i due stati. 
Lo stretto di Nemuro è largo circa 24 km e lungo 74 km. La profondità massima è di 2500 m. Si affacciano sullo stretto le cittadine giapponesi di Rausu e Shibetsu.